# Вестфален, Александр Иванович
Александр Иванович Вестфален (1866—1915) — русский военачальник, генерал-майор.

## Биография
Родился 7 августа 1866 года в православной семье.
Образование получил в Курском реальном училище.
В военную службу вступил 1 октября 1887 года. Окончил Николаевское кавалерийское училище в 1889 году. Выпущен в 25-й драгунский Казанский полк. Корнет (ст. 10.08.1889). Поручик (ст. 09.08.1892). Штабс-ротмистр (ст. 15.03.1897).
Окончил Николаевскую академию генштаба (1901; по 1-му разряду). Капитан (ст. 09.08.1900). Состоял при Варшавском военном округе. Старший адъютант штаба 7-й кавалерийской дивизии (02.11.1901—19.09.1903). Цензовое командование эскадроном отбывал в 19-м драгунском Кинбурнском полку (06.10.1902—13.10.1903). 
В период с 19.09.1903 по 13.09.1907 был прикомандирован к Елисаветградскому кавалерийскому училищу для преподавания военных наук.
Подполковник (ст. 06.12.1904). Штаб-офицер для поручений при штабе Казанского военного округа (13.09.1907—06.09.1910). Для ознакомления с общими требованиями управления и ведения хозяйства в кавалерийском полку был прикомандирован к 16-му уланскому Новоархангельскому полку с мая по сентябрь 1908 года.
Полковник (ст. 06.12.1908). Старший адъютант штаба Казанского военного округа (06.09.1910—16.01.1911). С 16 января 1911 года — начальник штаба 14-й кавалерийской дивизии. Был прикомандирован к пехоте (15.07.—20.08.1911) и артиллерии (03.05.—06.07.1913).
Участник Первой мировой войны. Командир 14-го гусарского Митавского полка (31.12.1914-07.09.1915). Погиб в бою 3 июля 1915 года, возглавляя конную атаку 2-й бригады 14-й кавалерийской дивизии на германскую пехоту между Голыминым и деревней Велька Луковска (северо-восточнее от Пултуска), предпринятую с целью задержать развитие прорыва фронта, угрожавшего потерей путей отхода российских войск к Пултуску и мостам через реку Нарев.
Посмертно был награждён орденом Св. Георгия 4-й степени и произведен в чин генерал-майора.
Был женат, имел двоих дочерей.

## Награды
- Награждён орденом Св. Георгия 4-й степени (26 сентября 1916, посмертно).
- Также награждён орденами Св. Станислава 3-й степени (1896); Св. Анны 3-й степени (1905); Св. Станислава 2-й степени (1912 и 1913); Св. Владимира 3-й степени с мечами (1915); Св. Анны 2-й степени с мечами (1915).